# 프랑수아 드 기즈 공작
프랑수아 드 기즈 공작(François de Guise) 1519년 2월 17일 ~ 1563년 2월 24일)는 프랑스의 귀족이자 군인이다. 클로드 드 기즈 공작와 방돔 백작의 딸 앙투아네트의 장남이다. 형제로는 스코틀랜드 제임스 5세의 왕비가 된 마리 드 기즈와 로렌 추기경 샤를 등이 있다.
아버지 클로드(1496-1550)는 로렌가 르네 2세의 차남으로 태어났다. 1513년 17세에 클로드는 방돔 백작의 딸인 앙투아네트 드 부르봉(1493–1583년)과 결혼했다. 클로드는 1515년 마르냐노 전투에 참가하였고 1525년 농민반란을 진압하는등 군인으로서 많은 공을 세웠다. 이런 공을 인정 받아 1528년 국왕 프랑수아 1세에 의해 초대 기즈공작으로 서임되면서 로렌가의 방계가문인 기즈가를 일으켰다.
1548년 4월 29일, 프랑수아 드 기즈는 에스테가의 에르콜레 2세의 딸 안나 데스테와 결혼했다. 그녀는 친가 쪽으로는 페라라 공작 알폰소 1세 데스테와 루크레치아 보르자의 손녀였고 외가로는 루이 12세의 딸이자 앙리 2세의 이모인 르네 드 프랑스를 어머니로 둔 프랑스 왕가의 혈통이었다. 프랑수아는 당시 국왕이었던 앙리 2세의 이종사촌누이와 결혼한 셈이었다.
프랑수아는 조카딸인 메리 스튜어트를 앙리 2세의 아들이자 미래의 프랑스 국왕인 프랑수아 2세와 약혼시켰다. 1559년 프랑수아 2세가 즉위한 뒤에는 아직 어리고 허약한 왕을 대신해 국정을 맡았다. 그러나 이듬해인 1560년 12월 5일, 프랑수아 2세가 죽고 동생 샤를이 즉위하면서 프랑수아는 세력을 잃었다.
당시 프랑스는 가톨릭과 위그노의 대립이 격화되고 있었고 왕태후인 카트린 드 메디시스는 정국의 안정을 위해 위그노의 집회를 허용하는 등 유화정책을 실시했다. 한편 프랑수아는 프랑스 내 가톨릭 세력의 수장적인 존재였다. 1562년 3월 1일 샹파뉴의 바시를 지나가던 프랑수아와 그 일행이 위그노 23명을 살해하는 사건이 일어났다. 이로 인해 위그노 전쟁이 발발했고 이듬해인 1563년 프랑수아는 위그노 교도에게 맞은 총상이 악화되어 죽었다.

## 자녀
- 앙리 1세(1550~1588) 기즈 공작
- 카트린(1552~1596)
- 샤를(1554~1611)
- 루이(1555~1588)
- 앙투안(1557~1560)
- 프랑수아(1559~1573)
- 막시밀리앙(1562~1567)

## 참고 문헌
- 장 오리외 저, 《카트린 드 메디치》, 이재형 역, 들녘, 2005
- 윤선자 저, 《이야기 프랑스사》, 청아출판사, 2006
- 김유한 저,  《지금 시작하면 돈이 차곡차곡 쌓이는 경매통장》,포레스트북스, 2018
- 허 형 저, 《FX 실전 바이블》,화매, 2010